# Corsa a tappe
Una corsa a tappe è una competizione sportiva che si svolge su più prove successive, dette appunto tappe o frazioni, disputate nell'arco di più giorni. Le corse a tappe sono praticate soprattutto nel ciclismo su strada, ma anche in altri sport come i rally. Normalmente si disputa una tappa al giorno; talvolta si disputano due frazioni nello stesso giorno: in questo caso vengono chiamate semitappe; la classifica finale di una corsa a tappe si calcola sommando per ciascun corridore i tempi impiegati a concludere ciascuna tappa: vince chi impiega complessivamente il tempo minore; il corridore è obbligato a portare a termine tutte le tappe entro un tempo massimo, pena l'esclusione dalla classifica.

## Descrizione

### Ciclismo

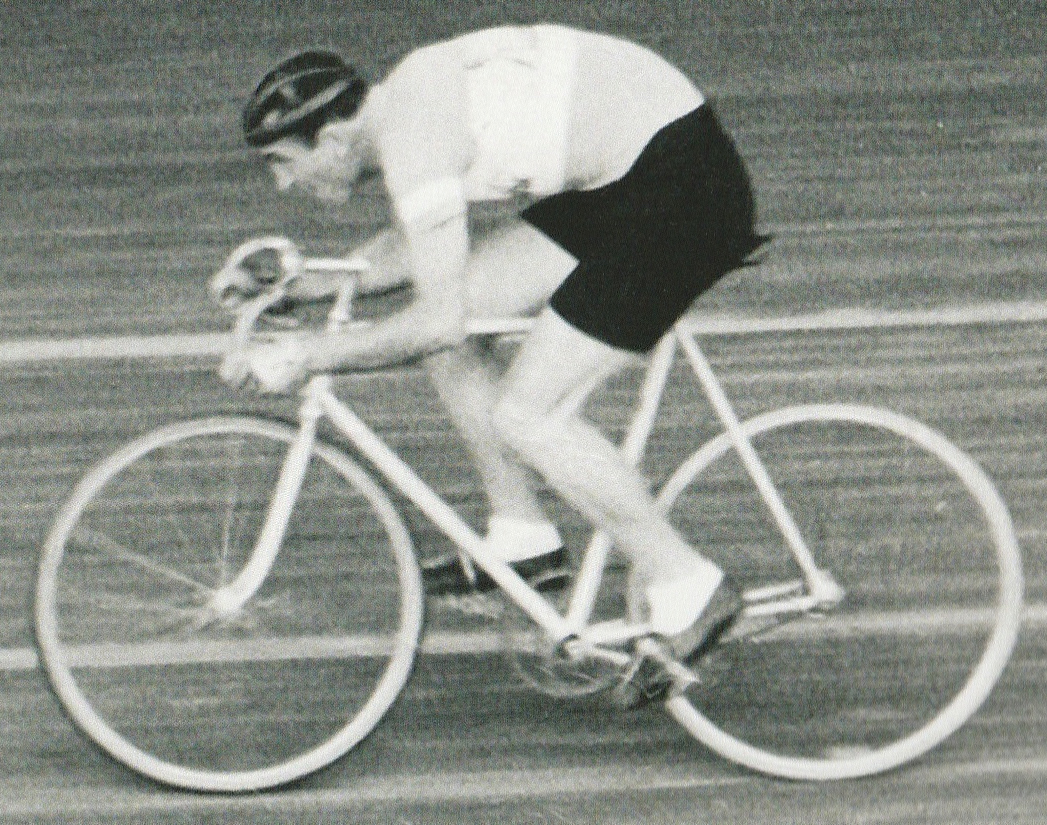
Fiorenzo Magni, vincitore di 3 Giri d'Italia

Nelle corse a tappe di ciclismo, le varie tappe sono progettate per riprodurre tutte le specialità del ciclismo su strada e prevedono tappe di pianura adatte ai passisti, tappe di montagna per gli scalatori, tappe vallonate di media-montagna per scattisti e fughe da lontano e tappe a cronometro per gli specialisti delle gare contro il tempo. Questo tipo di gare si contrappongono alle corse in linea di un giorno tra cui le classiche.
Oltre alla classifica generale a tempo, che determina il vincitore della corsa, solitamente si stilano anche altre classifiche:
- la classifica a punti, calcolata assegnando ai corridori dei punteggi in base ai piazzamenti ottenuti nelle varie tappe.
- la classifica del Gran Premio della Montagna, calcolata in base ai piazzamenti sui traguardi volanti posti in cima alle salite principali.
- la classifica a squadre, calcolata sommando i tempi impiegati dai corridori di ogni squadra.
- la classifica del miglior giovane al di sotto di un certo limite di età, presente di solito nei grandi giri, calcolata con il miglior tempo totale tra i giovani.

Le corse ciclistiche a tappe più importanti sono i cosiddetti grandi Giri che durano circa tre settimane e sono composte da 20-22 tappe più due o tre giorni di riposo per una lunghezza complessiva di circa 3000–3500 km:
- Tour de France (Giro di Francia), la più prestigiosa di tutte, che si disputa nel mese di luglio (prima edizione nel 1903)
- Giro d'Italia, che si disputa nel mese di maggio (prima edizione nel 1909)
- Vuelta a España (Giro di Spagna), che si disputa tra agosto e settembre (prima edizione nel 1935)

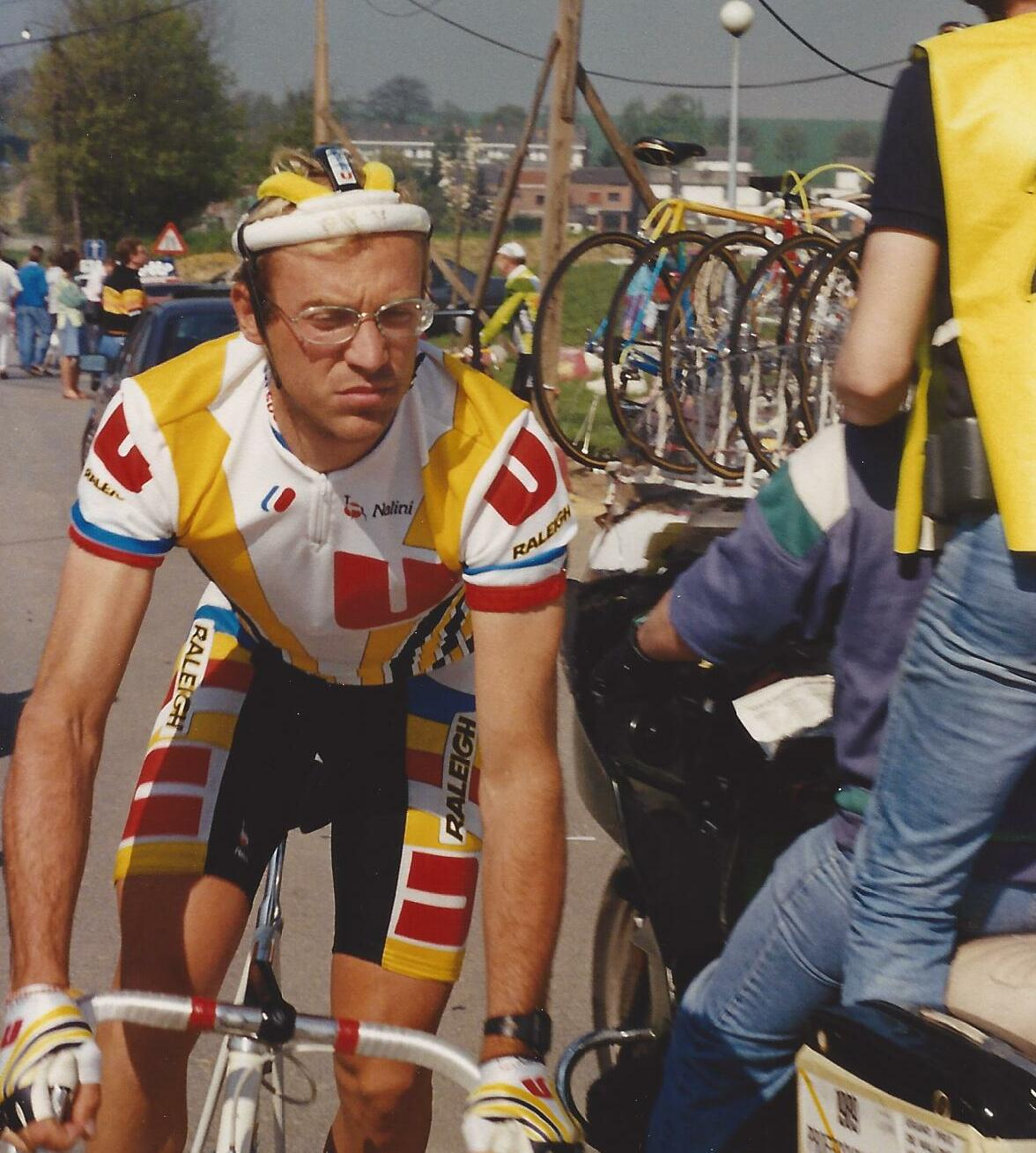
Laurent Fignon, vincitore di 3 Grandi Giri

Solo 7 ciclisti sono riusciti a trionfare in tutti e 3 i giri: Jacques Anquetil, Felice Gimondi, Eddy Merckx, Bernard Hinault, Alberto Contador (che è riuscito a vincerle tutte e tre in 14 mesi), Vincenzo Nibali e Chris Froome. Questi campioni sono identificati come "vincitori della tripla corona".
Nel calendario dell'Unione Ciclistica Internazionale (UCI) vi sono poi numerose corse a tappe più brevi,dalla durata di non più 8-9 tappe,con una o anche nessuna giornata di riposo, appartenenti al circuito UCI World Tour e circuiti continentali UCI tra cui la Parigi-Nizza, la Tirreno-Adriatico, il Critérium du Dauphiné,il Tour de Suisse, il Tour de Romandie e la Volta Ciclista a Catalunya.
Nel ciclismo moderno, mentre le classiche, e più in generale le corse in linea di un giorno, sono appannaggio di corridori specializzati, i cosiddetti cacciatori di classiche, che massimizzano la resa agonistica durante l'intera gara, spesso con doti di potenza (in genere scattisti, passisti-veloci e finesseur), e dove risulta non trascurabile anche l'aspetto tattico, le corse a tappe sono invece appannaggio di corridori specializzati che alla lunga eccellono in doti di resistenza e recupero, e in grado di lottare nelle gare a cronometro e in salita (in genere passisti-scalatori o scalatori puri), ricevendo appoggio anche da parte dei gregari di squadra.
Nella storia del ciclismo fanno eccezione quei ciclisti che si sono distinti sia come vincitori di grandi giri sia come vincitori di corse in linea di un giorno tra cui le classiche: questi in genere sono considerati corridori completi e tra essi figurano i più grandi ciclisti. Brevi corse a tappe possono tuttavia essere appannaggio anche di cacciatori di classiche.

### Rally
I rally del campionato mondiale si disputano su tre giorni di gara, ciascuno dei quali è costituito da più prove speciali cronometrate, in base alle quali si stila la classifica, intervallate da tratti di trasferimento non cronometrati.
Altre competizioni rallystiche molto seguite sono i raid tra i quali il più famoso è certamente il Rally Dakar.

### Sci di fondo
Nel 2006 la Federazione Internazionale Sci (FIS) ha deciso di sperimentare la formula della corsa a tappe in una manifestazione chiamata Tour de Ski valida per la Coppa del Mondo. La gara si articola su otto tappe disputate nell'arco di dieci giorni; l'ultima tappa è in salita con partenza a inseguimento secondo i distacchi maturati nelle tappe precedenti, cosicché l'ordine d'arrivo della tappa costituisce la classifica finale. L'iniziativa ha avuto successo e il Tour de Ski è stato inserito stabilmente nel calendario di Coppa del Mondo.